# Viticulture en Tunisie

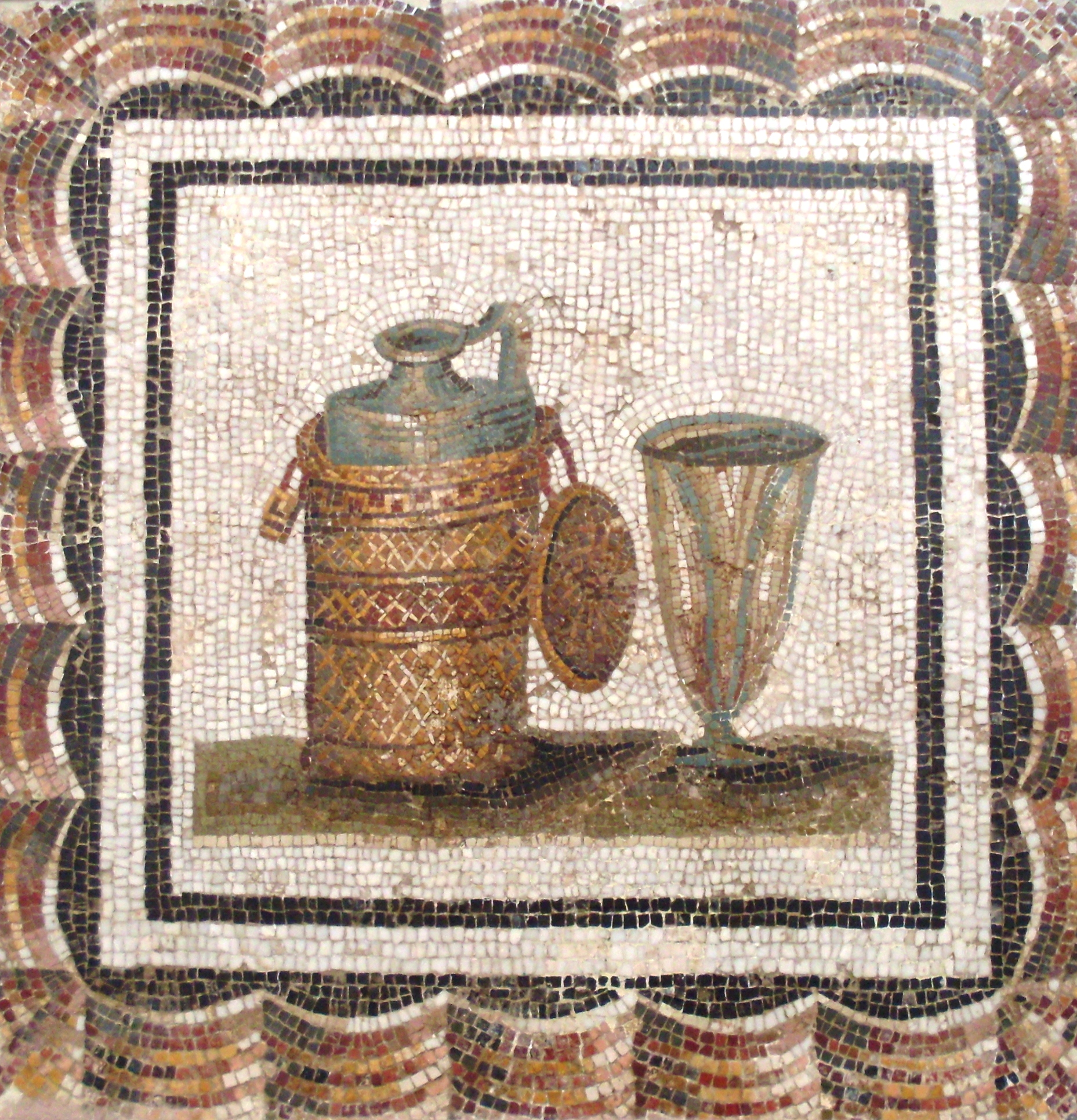
Xenia de Tunisie.

La viticulture en Tunisie a une longue tradition qui a commencé dans l'Antiquité comme dans beaucoup d'autres pays du bassin méditerranéen, grâce aux Phéniciens et, dans ce cas spécifique, grâce aux Carthaginois.
L'agronome Magon, qui vit dans la Carthage phénicienne, note dans son traité d'agronomie viticole, des pratiques qui sont toujours en vigueur de nos jours. Malgré l'arrivée d'un pouvoir musulman dès le VIIe siècle et l'indépendance de la Tunisie en 1956, la viticulture n'a jamais disparu.

## Histoire
L'histoire de la viticulture en Tunisie coïncide avec celle de beaucoup d'autres pays d'Afrique du Nord. Durant la période romaine, ce type de culture se développe grandement jusqu'à ce que l'arrivée du premier pouvoir musulman fasse presque disparaître la culture du vin dans le pays.

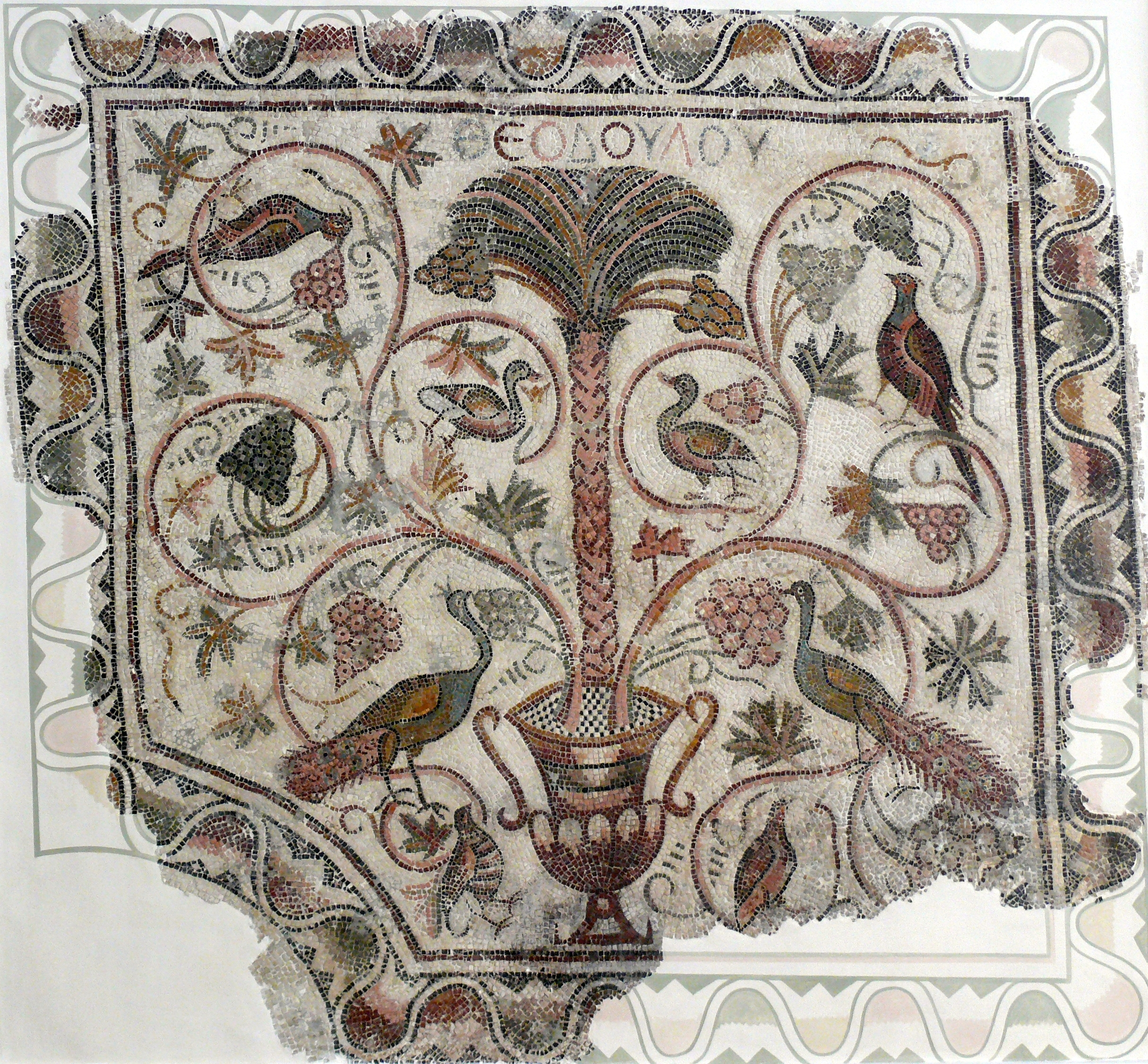
Vigne et palmier.
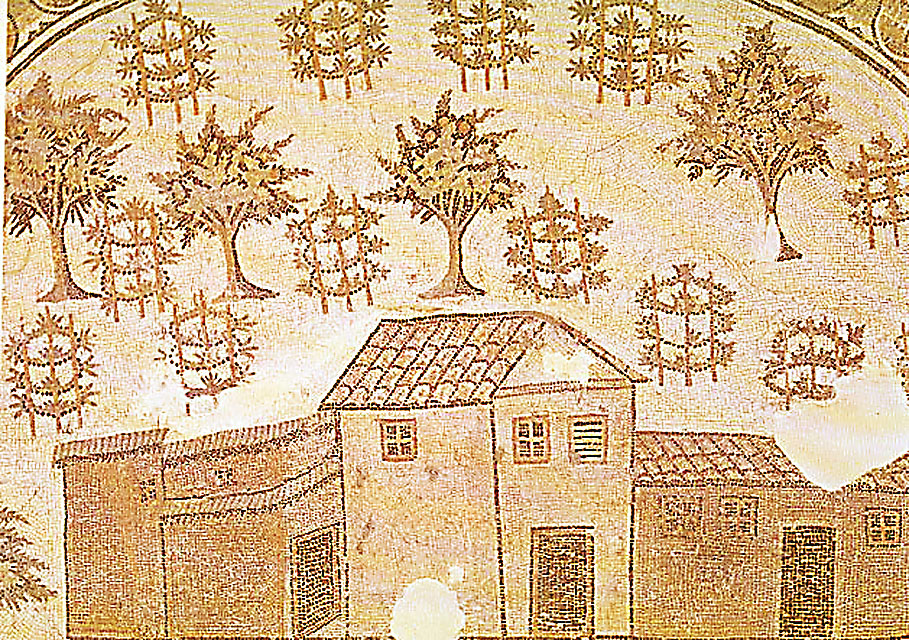
Mosaïque de la villa rustica de Tabarka.
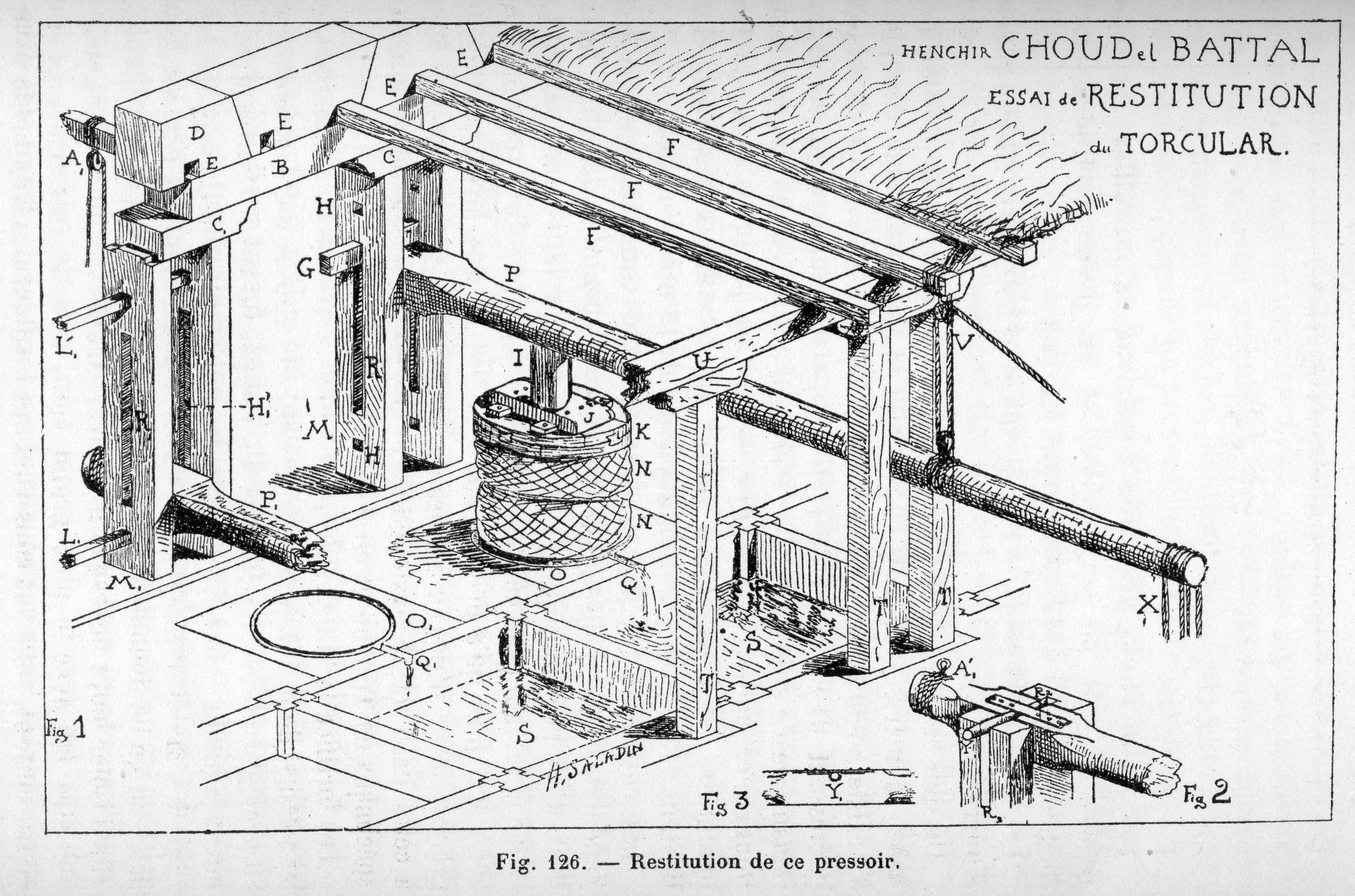
Reconstitution d'un pressoir à vin près de Fériana.
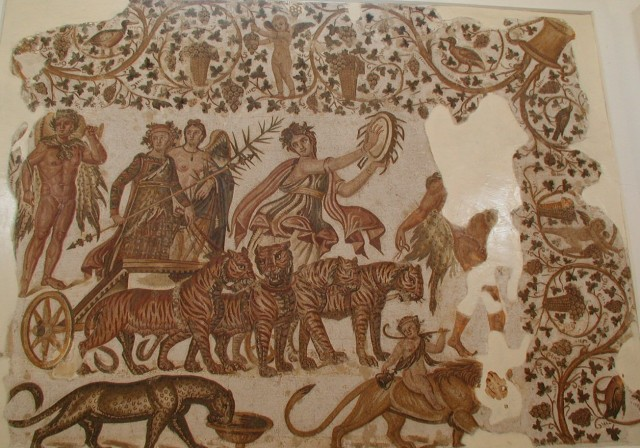
Mosaïque du Triomphe de Bacchus au musée archéologique de Sousse.
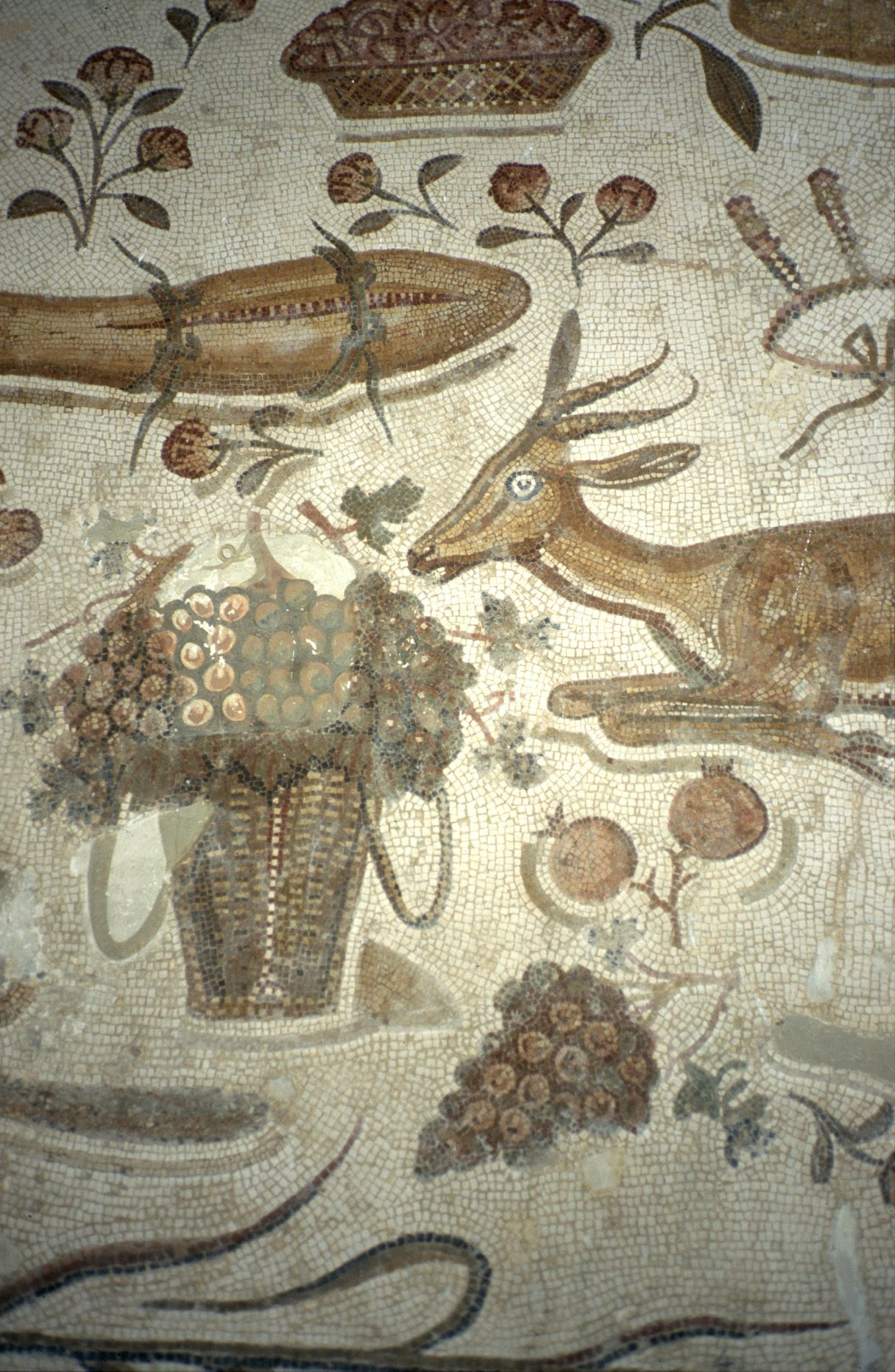
Panier de raisin.

Les Italo-Tunisiens, très présents à partir du XVIIIe siècle et dont l'immigration est encouragée par le traité du 8 septembre 1868 signé entre le bey de Tunis et le gouvernement italien, développent fortement l'activité viticole dans la région du cap Bon. Le premier vigneron de l'époque moderne est le cardinal Lavigerie qui procède à la plantation d'un vignoble au siège de l'archevêché en novembre 1879.
Avec l'instauration du protectorat français de Tunisie à partir de 1881, la production de vin est réellement relancée. À cette époque, le pays ne compte qu'environ 1 000 hectares de vignoble dont 95 % sont destinés à la culture du raisin de table. Les cinquante hectares restants, qui sont destinés à la viticulture, passent rapidement aux mains des Français.

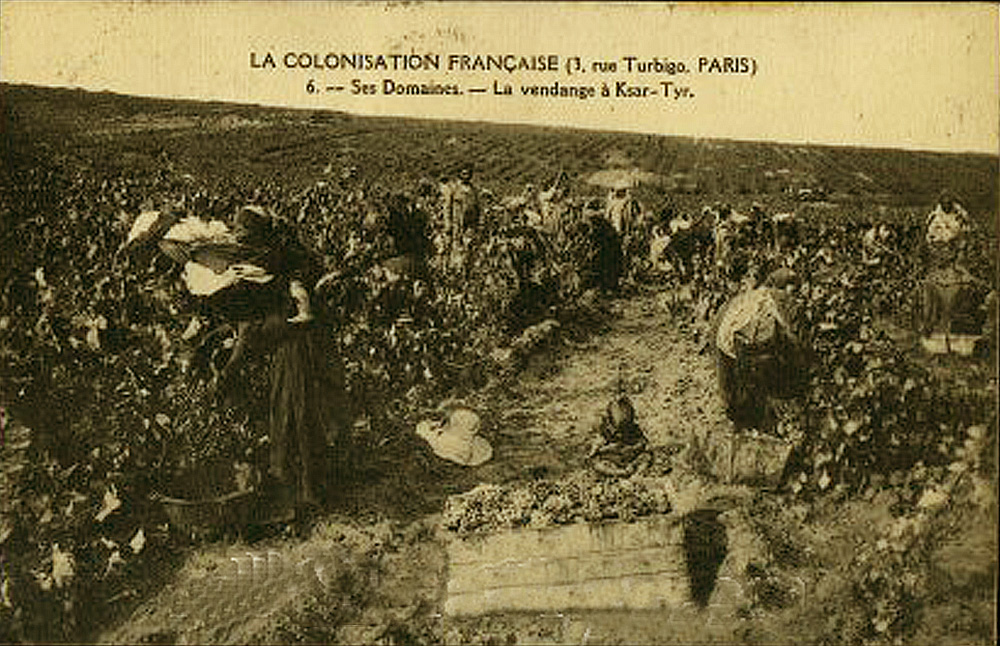
Vendanges en Tunisie au début du XXe siècle.

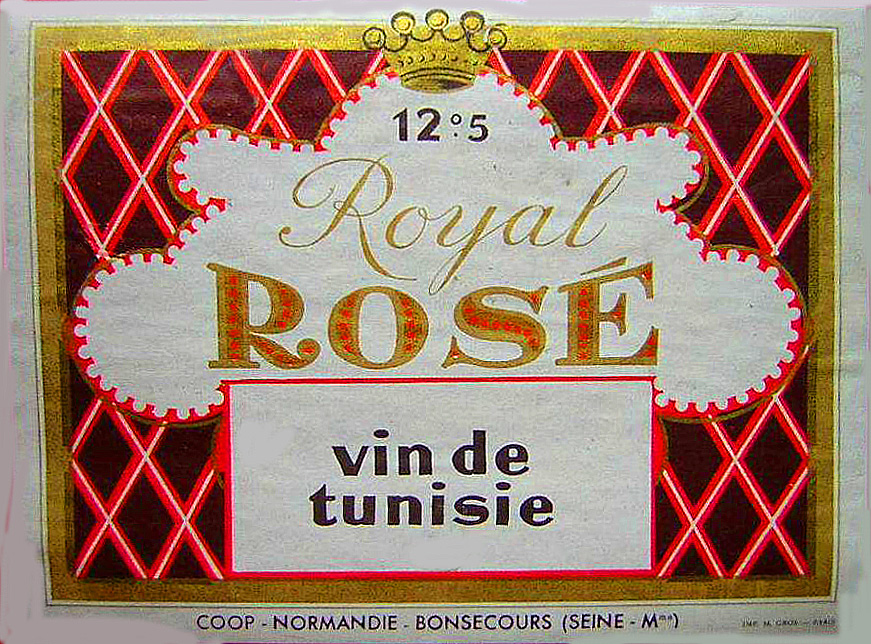
Étiquette de vin de Tunisie « Royal rosé ».

Dans les années 1950, ils subissent les conséquences de la lutte pour l'indépendance et sont contraints d'émigrer en masse. La Tunisie devient un fournisseur de vins de couverture et de coupe et le reste même lorsque le pays s'émancipe de la domination française. Ce n'est qu'au milieu des années 1960, lorsque les Italo-Tunisiens partent, lorsque les Français sont expropriés et lorsque l'économie planifiée est introduite, que la production de vin tombe dans une crise profonde. La Tunisie se dote d'un droit du vin copié sur le modèle français des appellations d'origine contrôlée. La commercialisation du vin, comme en Algérie, est presque totalement sous le contrôle de l'État tunisien, au travers de l'Office du vin tunisien, jusqu'en 1999.
Par la suite, le secteur est libéralisé et une stratégie de qualité est encouragée avec l'établissement de sept AOC et la conclusion de partenariats avec des professionnels étrangers (notamment de France, d'Allemagne et d'Italie). Le secteur génère 30 000 emplois directs et indirects en 2010.

## Vignoble

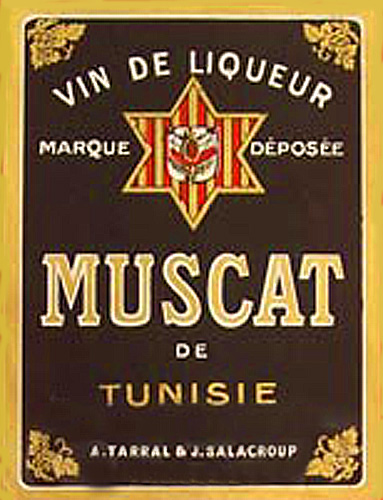
Muscat de Tunisie.

Les 38 000 hectares de vignes tunisiennes, dont les deux tiers se trouvent dans le gouvernorat de Nabeul, sont situés sur des coteaux où la température annuelle moyenne ne monte jamais au-dessus de 20 °C avec des précipitations idéales entre 250 et 500 millimètres par an. Les vins tunisiens, principalement des rouges et rosés, sont riches en alcool (11 à 12° pour le vin rouge et le vin rosé et un peu moins pour le vin blanc) sans excès d'acidité, ce qui est dû au caractère des nouveaux vins.
Dans ce contexte, la terre cultivable destinée à la fabrication du vin est fortement en recul et la production de raisin de table prend de l'importance. La majorité des cépages cultivés se retrouvent dans le sud de la France :
- cépages rouges : cabernet sauvignon, carignan, cinsault, grenache, mourvèdre et syrah ;
- cépages blancs : chardonnay, muscat, ugni blanc et sauvignon.

À l'occasion des Vinalies internationales 2007, ils sont récompensés par cinq médailles.

## Production et commercialisation
Un programme de modernisation des caves est lancé en 2002 : douze millions d'euros sont investis pour améliorer la qualité des crus des dix organisations membres (1 500 viticulteurs) de l'Union centrale des coopératives viticoles (UCCV), premier producteur du pays (deux tiers de la production nationale) avec 36 millions d'euros de chiffre d'affaires et premier exportateur à hauteur de 25 % de sa production ; il est plus connu sous l'appellation commerciale des « Vignerons de Carthage ». Huit sociétés mixtes mettent également en valeur des domaines viticoles : trois sociétés tuniso-françaises (dont deux avec le groupe Castel qui possède 250 hectares dans la région de Tunis), deux tuniso-allemandes, deux tuniso-italiennes et une tuniso-autrichienne.

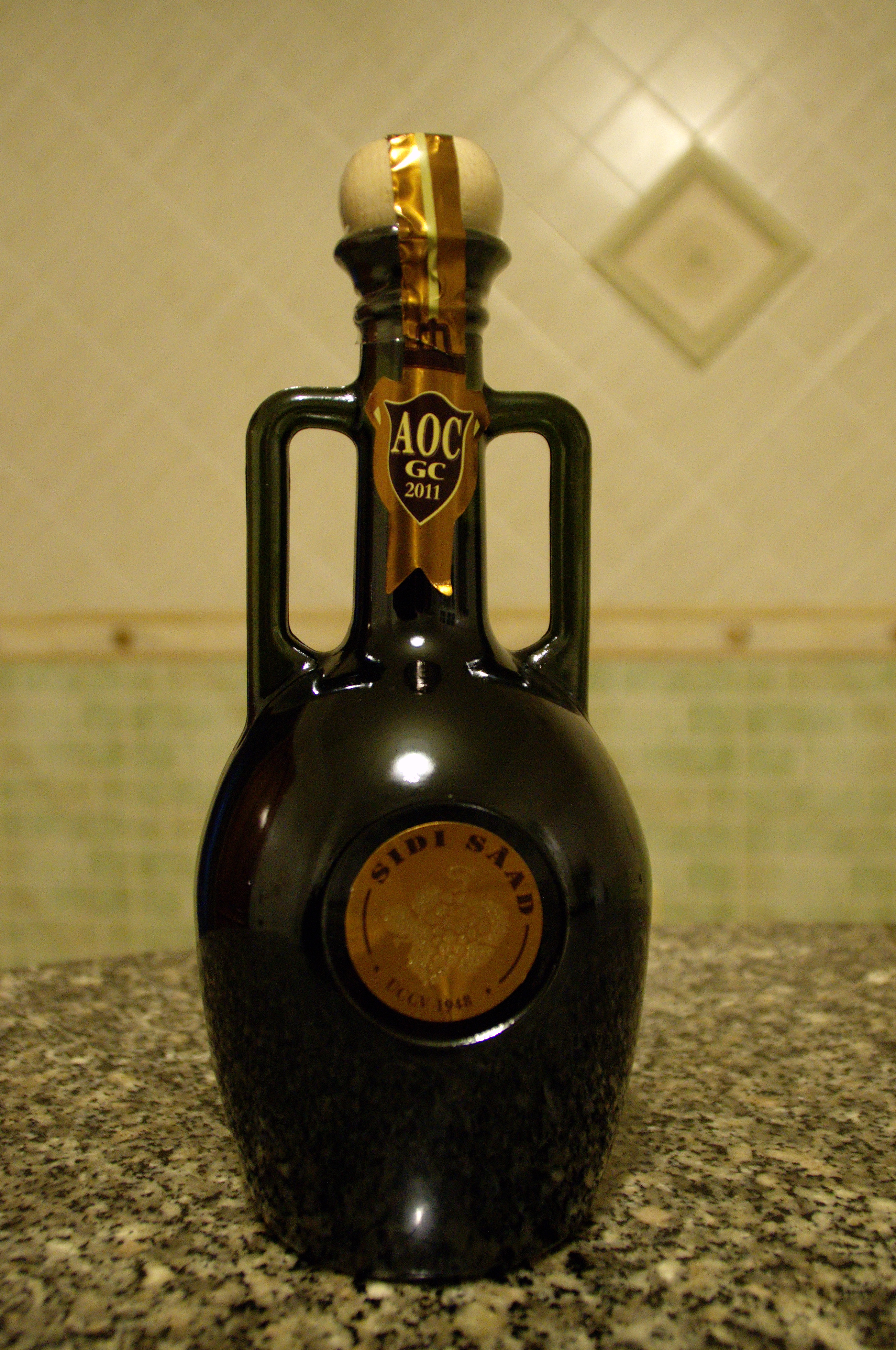
Bouteille de Sidi Saâd.

Le vignoble tunisien produit annuellement entre 300 et 400 000 hectolitres de vin, en croissance de 40 % depuis 2002 avec un pic de 600 000 hectolitres en 2007. Elle s'élève à 350 000 hectolitres, soit sept millions de bouteilles en 2009. La consommation annuelle des Tunisiens se monte pour sa part à 2,2 litres par habitant.
La production de vin de cuve a pour sa part baissé en passant de 416 000 hectolitres en 1999 à 300 000 en 2005. Celle-ci est produite à hauteur de 67 % par l'UCCV (qui assure 80 % des ventes du secteur), à hauteur de 10 % par une société privée (Société pour l'industrie et la commercialisation des boissons) et à hauteur de 7 % par la coopérative viticole de Bou Argoub.
Les exportations annuelles atteignent 40 % de la production pour des recettes atteignant 40,3 millions de dinars en 2009. L'Allemagne et la France sont les deux principaux clients du secteur, certaines quantités étant également exportées vers la Suisse, la Belgique, les États-Unis, le Canada et certains pays d'Europe de l'Est dont la Russie. La production est commercialisée pour près de 70 % en vin d'AOC dont 20 % bénéficient de la mention « premier cru ».

## Liste des AOC

### Grand Cru Mornag
L'AOC est située à une quarantaine de kilomètres au sud de Tunis. Cette aire produit des vins charnus, veloutés au palais, généreux et corsés. Le principal cépage, le carignan, est associé à des types plus forts comme le syrah ou le cabernet-sauvignon. Les rosés proviennent de cinsault et de grenache et les blancs de ugni blanc et de rezzegui. Ils accompagnent bien les plats de viande et surtout le gibier : Château Mornag, Coteaux de Carthage, Domaine Atlas, Domaine de Charmettes et Sidi Saâd.

### Mornag

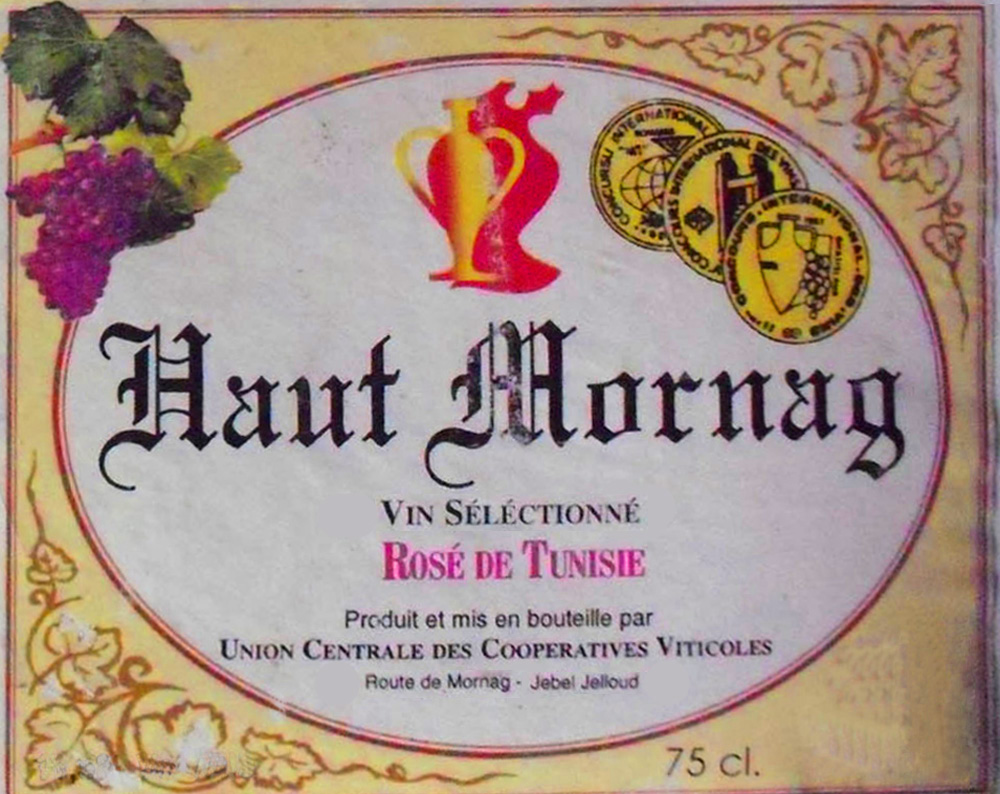
Haut Mornag avant l'AOC.

L'AOC couvre la majeure partie du vignoble tunisien et s'étend sur les régions de Grombalia et Takelsa jusqu'à Korba à l'est et Enfida au sud. De par sa superficie, cette zone présente des aptitudes à produire des vins rouges, rosés et blancs. Le climat y est plus sec avec une pluviométrie allant de 300 à 400 millimètres. Cette zone est bordée par la mer, ce qui augmente l'humidité et limite les écarts de températures. Cette appellation est la plus marquée par l'introduction de cépages améliorateurs, ce qui offre un plus grand choix pour l'élaboration de rouges, rosés et blancs équilibrés : Coteaux de Mornag, Domaine d'Ouzra, Domaine Kurubis, Haut Mornag, Le Noble de Mornag, Mornag Village, Magon et Vieux Magon.

### Thibar
L'AOC se trouve sous un climat continental influencé par une altitude où les hivers sont froids et les étés chauds avec une moyenne pluviométrique de l'ordre de 500 millimètres par an. Cette zone de production permet d'obtenir des vins rouges, rosés et blancs commercialisés sous les dénominations suivantes : Clos de Thibar, Coteaux de Thibar et Domaine de Thibar. La viticulture y a été introduite par les pères blancs dans leur immense domaine de Thibar, jusqu'à leur départ au début des années 1960.

### Coteaux d'Utique
L'AOC est située à une quarantaine de kilomètres au nord de Tunis. Le sol y est limoneux avec des éboulis, le vignoble étant souvent en coteaux et bénéficiant d'une bonne exposition. Les vins rouges et rosés sont remarquablement appréciés pour leurs robes, leurs finesses de bouquet et leurs veloutés au palais. Ces vins sont connus sous les noms de Château Fériani, Coteaux de Bizerte, Coteaux de Mateur, Coteaux d'Utique et Domaine Karim.

### Tébourba

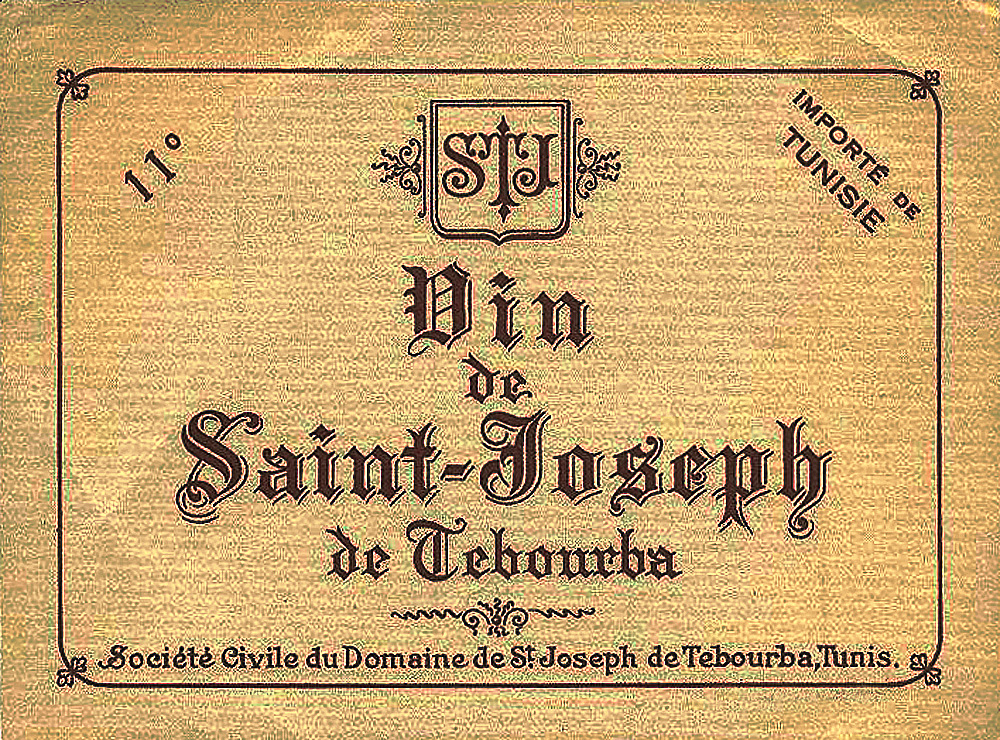
Vin de Saint-Joseph de Tébourba, au temps du protectorat.

L'AOC couvre une superficie importante. Grâce à son climat, celle-ci produit des vins dotés de caractéristiques uniques et d'un prestige notable. Cette région produit des vins rouges et rosés commercialisés sous les noms de Coteaux de Schuiggui, Coteaux de Tébourba, Domaine de Lansarine et Tébourba Village.

### Sidi Salem
L'AOC est située à une trentaine de kilomètres au sud de Tunis. Le sol est formé d'alluvions et de poches de graviers. La pluviométrie annuelle est comprise entre 500 et 600 millimètres par an. Cette région produit des vins rouges et rosés qui accompagnent bien les plats de viande et de gibier. Ils sont connus sous les noms de Château Khanguet, Château Saint-Augustin, Coteaux de Khanguet, Domaine Nepheris et Khanguet Village.

### Kélibia
L'AOC est située à la pointe de la région du cap Bon se trouvant à 140 kilomètres à l'est de Tunis. Elle bénéficie d'un climat méditerranéen et ses sols sont siliceux. Le vignoble est composé uniquement d'un seul cépage, le muscat d'Alexandrie, appelé encore « muscat de Kélibia ». Le muscat de Kélibia est fruité et sec et recommandable soit comme apéritif soit avec des poissons grillés ou des fruits de mer.

## Filmographie
- La route des vins : la Tunisie, film de Robert Tinlot et Bernard Vasseur, MC4 Productions, Paris, 2002 ([vidéo] « Disponible », sur YouTube, 52 minutes).